# Bluenose II
Le Bluenose II était une goélette, coque en bois, construite en 1963 et démolie en 2010. C'était la réplique de la goélette de pêche canadienne Bluenose, fameuse pour ses victoires en course, et qui coula en 1946. Le Bluenose II avait la plus grande voile du monde, avec 386 m2, pour une superficie totale de voiles de 1 036 m2.
Un nouveau Bluenose II, aux caractéristiques différentes, est lancé en septembre 2012 à Lunenburg et entre en exploitation en juillet 2015.

## BluenoseII(1963)

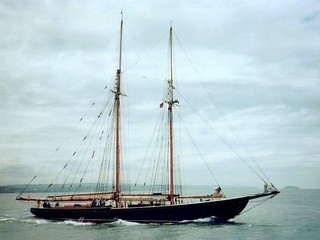
Le Bluenose II (1963) à son départ de Rimouski au Québec en octobre 1998

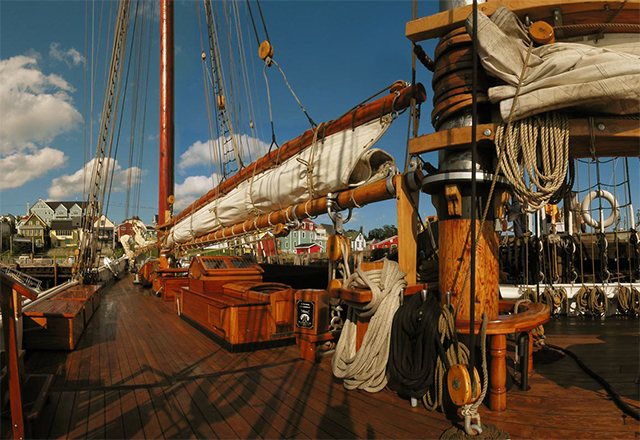
Pont du Bluenose II (1963) en 2003

Le voilier Bluenose II était une réplique de la goélette franche Bluenose de 1921, disparue en 1946. Cette réplique avait été financée, pour un montant de 300 000 $Can, par la brasserie Oland d’Halifax comme outil promotionnel de leur bière Schooner. Elle avait été lancée à Lunenburg le 24 juillet 1963 après avoir été construite au chantier Smith and Rhuland avec la collaboration d'Angus J. Walters, capitaine du Bluenose, et par certains des mêmes ouvriers de ceux qui avaient construit l'original.
Le Bluenose II était rapidement devenu une attraction touristique et un symbole de la province. Après plusieurs années d'exploitation, le Bluenose II  nécessitait des réparations majeures et fut vendu en 1971 par la famille Oland pour 1 $ au gouvernement de la Nouvelle-Écosse.
Après quelques années d'exploitation directe par le gouvernement, le navire est confié au Bluenose II Preservation Trust, un organisme à but non lucratif, pour sa réfection et sa mise en valeur. Durant l'hiver 1994-95, le voilier entre en chantier pour des réparations majeures, notamment à la quille, et il est remis en service en mai 1995. Le voilier est alors impliqué dans le scandale dit Sponsorgate (scandale des commandites) quand on apprend en 2004 que 2,3 millions de dollars de fonds fédéraux qui lui étaient destinés en 1997 avaient été en grande partie détournés, le Preservation Trust n'ayant reçu que 450 000 dollars.
Le 1er avril 2005, la province a transféré la gestion et les levées de fonds pour son entretien au musée maritime de Lunenburg (Fisheries Museum of the Atlantic).
Le Bluenose II n’a participé à aucune course pour respecter la mémoire de vainqueur de son ancêtre, n'ayant pas été construit pour rivaliser avec le Bluenose original, mais pour en commémorer les prouesses.
Il a participé à de grands rassemblements de voiliers canadiens et américains. Il a navigué à Toronto en 1992 à l'occasion du 125e anniversaire de la fédération canadienne et du 350e anniversaire de la fondation de Montréal.
Le voilier est démoli en novembre 2010 sur le chantier devant assurer officiellement sa restauration. Seuls sont préservés des éléments d’accastillage et de superstructures (roofs) destinés à être réutilisés sur un nouveau voilier.

## Nouveau BluenoseII(2012)
En mai 2009, les gouvernements provincial et fédéral annoncent vouloir soutenir financièrement la restauration du Bluenose II. Le projet est alors évalué à 14,8 millions de dollars canadiens.
En juillet 2010, le gouvernement de la Nouvelle-Écosse accorde 12,5 millions pour la restauration du voilier. Les travaux sont confiés à un consortium de trois chantiers navals de Nouvelle-Écosse, The Lunenburg Shipyard Alliance.
En décembre 2010, le public découvre qu'il ne s'agit plus d'un projet de restauration du voilier, comme le gouvernement néo-écossais l'avait annoncé, et que le Bluenose II de 1963 a été intégralement détruit en catimini un mois auparavant. Le projet est en effet de construire un tout nouveau voilier sur des plans dressés par la société Lengkeek Vessel Engineering Inc., ce qui permet de répondre plus facilement aux exigences modernes des sociétés de classification.
Lorsque la coque est mise à l'eau le 29 septembre 2012, après des retards importants, le coût estimé du projet est plus proche des 16 millions de dollars.
Début 2014, le gouvernement signe un accord avec Joan Roué, petite fille de William Roué, le concepteur du Bluenose original. Joan Roué avait attaqué la Province en octobre 2012 pour violation du copyright sur les plans du voilier et atteinte aux droits moraux. Elle reçoit une somme de 300 000 dollars en échange de l'abandon des poursuites.
En mars 2014, des problèmes de conception dans l'appareil à gouverner empêchent toujours l'exploitation du voilier. L'estimation du coût de la construction du nouveau voilier est désormais de 18 millions de dollars.
En mai 2014, le président du consortium de chantiers navals Lunenburg Shipyard Alliance, Peter Kinley, confirme aux médias que le voilier en voie d'achèvement est bel et bien un nouveau navire. La société de classification American Bureau of Shipping le considère également comme tel.
Le nouveau Bluenose II entre enfin officiellement en exploitation le 11 juillet 2015.